# 褒国
褒，中國春秋戰国時代的一個諸侯国，国君為「姒姓」。城池在當時梁州褒城縣以東距離二百步遠之處（轄地大致為現在的陕西漢中市一带）。

## 相关文艺作品
根据《东周列国志》，褒国国君褒珦直谏周幽王驱逐赵叔带，周幽王将他囚入牢狱。其子褒洪德为救其父，献褒国美女褒姒于周幽王，以赎其父之罪。褒珦得以复官爵。

## 勘误
部分文献把“褒珦”称为“褒鮱”，可能是因为自造字的“珦”与“鮱”字使用了同一个编码的缘故。

## 參见
- 褒姒